# Козлова, Мария Георгиевна
Мария Георгиевна Козлова — советский хозяйственный деятель, Герой Социалистического Труда.

## Биография
Родилась в 1927 году в селе Ивановка.
В 1941—1961 гг. — телятница колхоза имени Василия Блюхера, в 1961—1982 гг. — телятница совхоза «Зерентуевский» Калганского района Читинской области.
Указом Президиума Верховного Совета СССР от 22 марта 1966 года присвоено звание Героя Социалистического Труда с вручением ордена Ленина и золотой медали «Серп и Молот».
Делегат XXIII съезда КПСС.
Умерла после 1982 года.

## Награды и звания
- Герой Социалистического Труда (22.03.1966)
- Орден Ленина (22.03.1966)